# Kup Elafita u vaterpolu
Kup Elafita u vaterpolu malo je letno amatersko vaterpolo takmičenje elafitskih ostrvskih ekipa. Elafiti su arhipelag u blizini Dubrovnika. U Divljoj ligi Elafiti igraju kao jedna ekipa, a ovo je takmičenje ekipa sa svakog ostrva. Grad Dubrovnik organizatorima letnih amaterskih vaterpolo takmičenje neretko pruža finansijsku potporu. Tako je 2011. udruženju Kalamota obezbedio deset hiljada kuna za organizovanje Kupa Elafita.

## Pobednici
- 2007.: Taurus Suđurađ
- 2008.: Lopud
- 2009.: Šipan
- 2010.: Kalamota
- 2011.: Kalamota
- 2012.: Šipan
- 2013.: Kalamota
- 2014.: Taurus Suđurađ

## Sastavi pobedničkih ekipa
- Kalamota 2013.[2]: Dario Vuleša, Ivan Matijević, Maroje Butorac, Tomi Duždević, Maro Gigović, Nikola Stazić, Tomislav Šoletić, Roko Stazić, Ivan Pače, Leo Bogdanović, Vicko Kisić, Roko Butorac, Dominik Duždević, Ante Matijević, Đuro Musladin, Vlaho Đivanović, Stijepo Šuperak, Lovro Butorac, Robert Dilido, Luka Đilović; trener Lukša Musladin